# Гриббон, Эдди
Эдди Гриббон (англ. Eddie Gribbon; 3 января 1890, Нью-Йорк — 29 сентября 1965, Голливуд) — американский актёр немого кино.
Эдди Гриббон родился в Нью-Йорке. Брат актёра Гарри Гриббона. За время своей кинематографической карьеры с 1910 по 1950 год снялся в 184 фильмах.
Гриббон умер в 1965 году в Голливуде, Калифорния, от рака. Похоронен на кладбище Голгофа в Лос-Анджелесе.

## Избранная фильмография
| Год  |   | Русское название    | Оригинальное название  | Роль             |
| ---- | - | ------------------- | ---------------------- | ---------------- |
| 1926 | ф | Скажите это морякам | Tell It to the Marines | полковник Мэдден |
| 1939 | ф | Восторг идиота      | Idiot’s Delight        | полицейский      |
| 1940 | ф | Великий диктатор    | The Great Dictator     | штурмовик        |